# Similoro

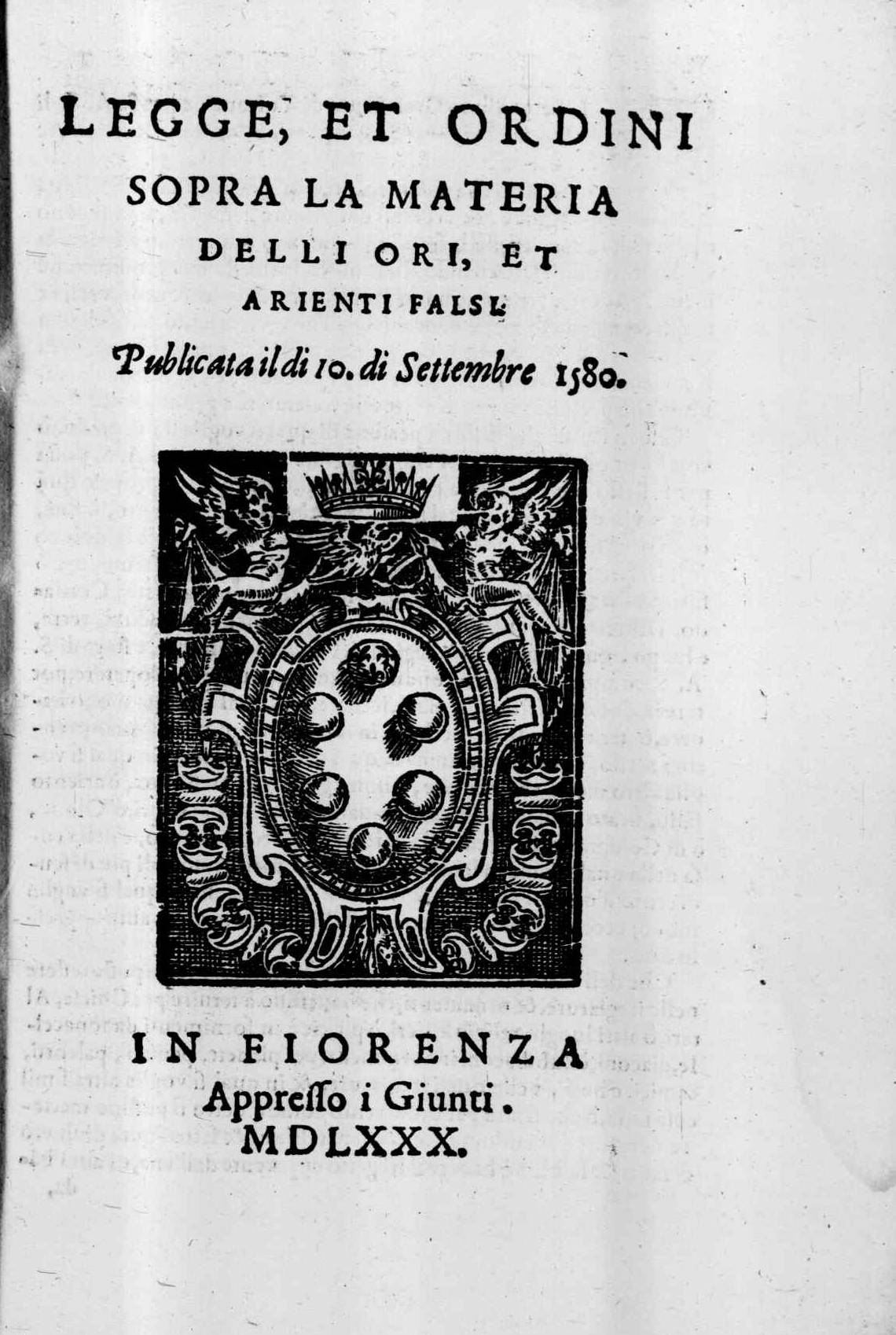
Legge, et ordini sopra la materia delli ori, et arienti falsi, Firenze, 1580

Il similoro, noto anche come oro falso o oro placcato, non è un materiale specifico con una composizione universale, ma piuttosto un termine generico che descrive una vasta gamma di leghe metalliche o rivestimenti metallici utilizzati per imitare l’aspetto dell’oro. Questo materiale è stato ideato per offrire un’alternativa economica all’oro puro, soprattutto per gioielli, ornamenti e oggetti decorativi.

## Origini e storia del similoro
L’idea di creare un materiale che imitasse l’oro risale a tempi antichissimi. Già nell’antichità, civiltà come gli Egizi, i Romani e i Greci utilizzavano tecniche di doratura per rivestire oggetti meno preziosi con uno strato sottile d’oro. Tuttavia, il concetto di "similoro" come lega vera e propria nasce in epoche più recenti, con lo sviluppo delle scienze metallurgiche.
Il similoro, come lo conosciamo oggi, cominciò a svilupparsi nel XVIII e XIX secolo, quando la crescente domanda di gioielli economici spinse gli artigiani a cercare alternative all’oro puro. La vera svolta si ebbe nel XIX secolo con l’invenzione del metallo placcato e di leghe che simulavano l’aspetto dorato. Tra i principali innovatori di queste tecnologie troviamo Georges-Frédéric Strass, un gioielliere del XVIII secolo, che sviluppò materiali per imitare i diamanti e introdusse tecniche per migliorare le finiture dorate.

## Composizione del similoro
La composizione delle leghe similoro varia notevolmente a seconda del periodo storico, delle tecnologie disponibili e delle applicazioni specifiche. Di solito, il similoro non contiene oro vero, ma è composto da metalli più comuni, tra cui:
- Rame: spesso il componente principale, dona alla lega una base rossastra che ricorda l’oro.
- Zinco: aggiunto per regolare il colore e migliorare la malleabilità.
- Nichel: utilizzato in alcune leghe per conferire resistenza e una tonalità più brillante.
- Ottone: una combinazione di rame e zinco, è uno dei materiali più comuni utilizzati come similoro.
- Altri metalli: in alcune varianti, si aggiungono stagno o piombo per migliorare la lavorabilità.

Esistono anche materiali placcati, in cui uno strato sottile di oro o una vernice dorata viene applicato a un nucleo metallico (spesso rame o ottone) per conferire un aspetto dorato.

## Invenzione e sviluppo del similoro moderno
Non esiste un inventore specifico del "similoro" in senso moderno, poiché si tratta di un’evoluzione graduale derivante da secoli di innovazioni metallurgiche. Tuttavia, possiamo identificare alcune pietre miliari:
1. XVIII secolo: si diffonde la pratica di placcare metalli comuni con oro, grazie a tecniche come la doratura a foglia e il rivestimento galvanico.
2. 1818: il gioielliere britannico Henry Bessemer sviluppa un processo per placcare metalli con uno strato uniforme di oro, aprendo la strada alla produzione di gioielli economici ma raffinati.
3. 1837: in Francia, il metallurgista Pierre-Bernard Mouchon perfeziona leghe a base di rame e zinco che imitano il colore dell’oro, contribuendo alla diffusione del similoro.
4. 1840-1850: con l’invenzione dell’elettroplaccatura, si perfezionano tecniche per rivestire oggetti in metallo comune con un sottile strato dorato, rendendo il similoro più accessibile e resistente.

## Caratteristiche del similoro
- Aspetto: il colore e la brillantezza del similoro variano a seconda della composizione e delle tecniche di lavorazione. Può avere una tonalità giallo oro brillante o più opaca.
- Durata: rispetto all’oro vero, il similoro è meno resistente alla corrosione e all’usura. Col tempo, può ossidarsi, scolorirsi o sviluppare una patina scura.
- Costo: una delle principali ragioni per cui il similoro è così diffuso è il suo basso costo rispetto all’oro puro.
- Lavorabilità: grazie alla sua composizione malleabile, il similoro è facile da modellare in forme decorative.

## Utilizzi del similoro
Il similoro è stato storicamente utilizzato per:
- Gioielleria economica: collane, anelli, orecchini e bracciali.
- Accessori moda: fibbie, bottoni e ornamenti.
- Oggetti decorativi: cornici, candelabri e statuette.
- Monete commemorative: in alcune emissioni, si utilizza il similoro per imitare l’oro vero.

## Il similoro oggi
Oggi il similoro continua a essere utilizzato, ma con standard qualitativi più elevati grazie ai progressi della metallurgia e delle tecniche di placcatura. Con la crescente sensibilità ambientale, si stanno sviluppando leghe e rivestimenti più sostenibili per sostituire materiali tossici come il nichel. Inoltre, l’uso del similoro è spesso associato alla moda sostenibile, poiché permette di creare gioielli e accessori accessibili senza l’impiego di risorse costose o rare come l’oro.